# ذي لواح (حبيش)

تعديل مصدري - تعديل

ذي لواح محلة تابعة لقرية الشرف، التابعة لعزلة المشيرق بمديرية حبيش إحدى مديريات محافظة إب في الجمهورية اليمنية، بلغ تعداد سكانها 198 حسب تعداد اليمن لعام 2004.